# Белогородка (Хмельницкая область)
Белогоро́дка (укр. Білогородка) — село в Изяславском районе Хмельницкой области Украины.
Население по переписи 2001 года составляло 1816 человек. Почтовый индекс — 30343. Телефонный код — 3852. Код КОАТУУ — .

## Местный совет
30343, Хмельницкая обл., Изяславский р-н, с. Белогородка, ул. Центральная, 15